# Strays (film, 1997)
Pour les articles homonymes, voir Strays.
Strays est un film américain écrit et réalisé par Vin Diesel en 1997.

## Synopsis
Vin Diesel y interprète le rôle de Rick, un jeune qui ne fait rien de sa vie à part traîner avec ses potes, vendre de la drogue et coucher avec le plus de filles possibles, jusqu'au jour où il rencontre une fille dont il tombe fou amoureux.

## Fiche technique
- Titre original et français : Strays
- Réalisation : Vin Diesel
- Directeur de la photographie : Andrew Dunn
- Décors : Zeljka Pavlinovic
- Musique : Michael Sherwood, Patrick Tuzzolino
- Producteur associé : T.J Mancini
- Coproducteur exécutif : Gordon Bijelonic
- Producteur exécutif : Jean-Claude Nedelec
- Producteur : George Zakk
- Interdit aux moins de 12 ans lors de sa sortie en salles.

## Distribution
- Vin Diesel : Rick
- Joey Dedio : Fred
- T.K. Kirkland : Rodney
- Mike Epps : Mike
- F. Valentino Morales : Tony
- Suzanne Lanza : Heather
- Darnell Williams : Keith
- Mihaela Tudorof : Danielle